# روبرت هارتمان (كاتب)
روبرت هارتمان (بالألمانية: Robert Hartmann)‏ (و. 1831 – 1893 م) هو كاتب، وعالم إنسان، وأستاذ جامعي، وإنثوغرافي ‏، وعالم حيواني، وعالم في الأتنيات ‏، وطبيب، وموضح علمي، ومستكشف، وعالم تشريح من الاتحاد الألماني، والاتحاد الألماني الشمالي، والإمبراطورية الألمانية، ولد في بلانكنبورغ، كان عضوًا في الأكاديمية الألمانية للعلوم ليوبولدينا، توفي في بوتسدام، عن عمر يناهز 62 عاماً.